# Finalik

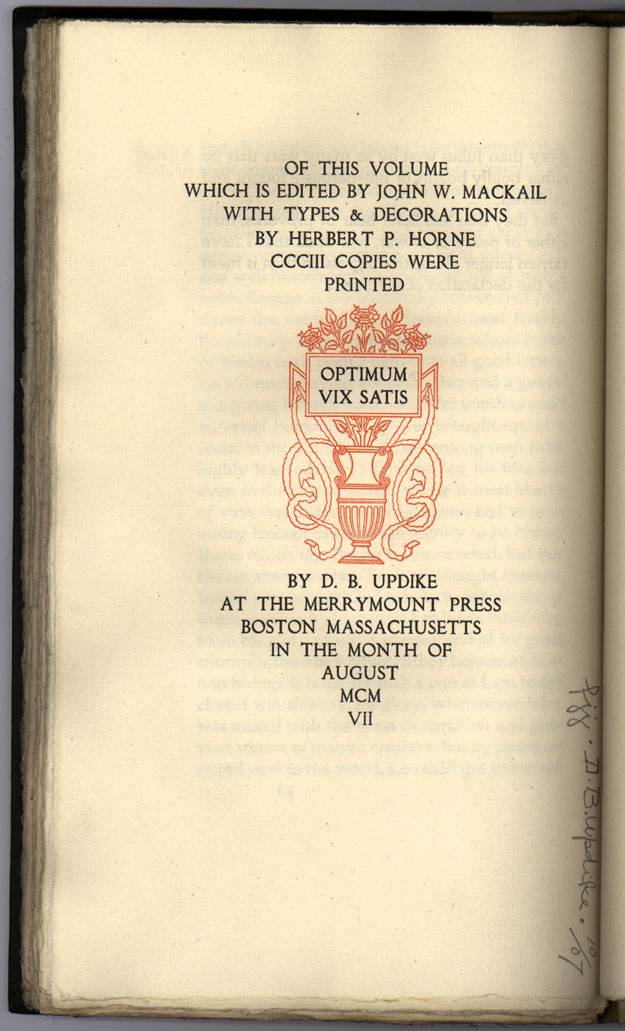
Finalik uzyskany typograficznie, XX wiek

Finalik – jeden z rodzajów winiety, czyli bogatego zdobienia w książce.
Tego typu zdobienie umieszczane jest na końcu rozdziału lub całości tekstu książki i najczęściej ma ogólny kształt zbliżony do trójkąta opartego na wierzchołku. Czasem trójkąt ten  może przypominać kolumnę, o którą opiera się koniec tekstu. Pole finalika wypełniane jest zazwyczaj  ornamentami, formami figuratywnymi lub  zawiera scenkę rodzajową. Finalik w postaci kolumny podpierającej tekst nazywany jest też cul-de-lampe.
Współcześnie finaliki, podobnie jak wszelkie pozostałe rodzaje winiet książkowych, stosowane są coraz rzadziej, ustępując materiałowi ilustracyjnemu bezpośrednio związanemu z treścią książki, lub prostszym zdobieniom abstrakcyjnym.